# The Berzerker
The Berzerker es una banda de deathgrind de Melbourne, Australia.

## Biografía
Hasta el 2009, han lanzado 4 álbumes, todos producidos por la discográfica Earache Records. Dentro de sus 2 primeros álbumes, la banda estaba compuesta por 4 miembros, identificados como el vocalista, el bajista, el guitarrista y el baterista y distinguidos en los escenarios por las controvertidas pero monstruosas máscaras que utilizaban. Tiempo después, la banda abandonó las máscaras durante el lanzamiento de su 3.er. álbum.
Han sacado un DVD, The Principles and Practices of The Berzerker (2004), que incluye varias horas de concierto en vivo, donde salen por primera vez en público con sus máscaras.
Este grupo se ha caracterizado por tener videos totalmente obscenos, mostrando desde ataques de epilepsia hasta gente muerta y partes de cuerpos humanos despedazados por todas partes además de recurrir a escenas homoeréticas femeninas y voluptuosas mujeres.

## Miembros actuales
- Luke Kenny - Voz
- Todd Hansen - Batería
- Damien Palmer - Bajo
- Martin Germ Bermheden - Guitarra
- Ed Lacey - Guitarra
- Tim Aldridge - Guitarra

## Miembros anteriores
- Toby (Sam) - Voz
- Ed - Guitarra
- Jason V. - Guitarra
- Patrick Beaudoin - Guitarra
- Adrian - Guitarra, Bajo
- Matt Wilcock "Zombie" - Guitarra
- Sam Bean - Bajo, guitarra, segundas voces
- Gary Thomas - Batería
- Dave Gray - Batería
- Mateo Racovalis - Batería

## Discografía
- No? (EP) (1996)
- Inextricable Zenith (EP) (1998)
- Broken (EP) (1999)
- The Berzerker (2000)
- Dissimulate (2002)
- World of Lies (2005)
- Animosity (2007)
- The Reawakening (2008)

## Videografía
- The Principles and Practices of The Berzerker (DVD) (2004)

## Páginas Externas
- The Berzerker official homepage
- The Berzerker on MySpace
- Earache Records homepage
- Encyclopaedia Metallum - The Berzerker

- Datos: Q1420244